# العلاقات البالاوية التركية
العلاقات البالاوية التركية هي العلاقات الثنائية التي تجمع بين بالاو وتركيا.

## مقارنة بين البلدين
هذه مقارنة عامة ومرجعية للدولتين:
| وجه المقارنة                                              | بالاو                         | تركيا         |
| --------------------------------------------------------- | ----------------------------- | ------------- |
| المساحة (كم2)                                             | 465                           | 783.56 ألف    |
| عدد السكان (نسمة)                                         | 21.73 ألف                     | 80.14 مليون   |
| الكثافة السكانية (ن./كم²)                                 | 4.67 ألف                      | 102.28        |
| العاصمة                                                   | نغيرولمود، كورور              | أنقرة         |
| اللغة الرسمية                                             | لغة إنجليزية، اللغة البالاوية | اللغة التركية |
| العملة                                                    | دولار أمريكي                  | ليرة تركية    |
| الناتج المحلي الإجمالي (بليون دولار)                      | 291.54 مليون                  | 851.10 مليار  |
| الناتج المحلي الإجمالي (تعادل القوة الشرائية) بليون دولار | 326.12 مليون                  | 1.57 تريليون  |
| الناتج المحلي الإجمالي الاسمي للفرد دولار أمريكي          | 13.50 ألف                     | 9.12 ألف      |
| الناتج المحلي الإجمالي للفرد دولار أمريكي                 | 14.76 ألف                     | 19.79 ألف     |
| مؤشر التنمية البشرية                                      | 0.780                         | 0.761         |
| رمز المكالمات الدولي                                      | +680                          | +90           |
| رمز الإنترنت                                              | .pw                           | .tr           |
| المنطقة الزمنية                                           | ت ع م+09:00                   | ت ع م+03:00   |

## منظمات دولية مشتركة
يشترك البلدان في عضوية مجموعة من المنظمات الدولية، منها:
| علم المنظمة | اسم المنظمة                        | تاريخ انضمام بالاو | تاريخ انضمام تركيا |
| ----------- | ---------------------------------- | ------------------ | ------------------ |
|             | مؤسسة التنمية الدولية              | 16 ديسمبر 1997     | 22 ديسمبر 1960     |
|             | الأمم المتحدة                      | 15 ديسمبر 1994     | 24 أكتوبر 1945     |
|             | البنك الدولي للإنشاء والتعمير      | 16 ديسمبر 1997     | 11 مارس 1947       |
|             | بنك التنمية الآسيوي                | 2003               | 1991               |
|             | منظمة حظر الأسلحة الكيميائية       | ?                  | ?                  |
|             | مؤسسة التمويل الدولية              | 16 ديسمبر 1997     | 19 ديسمبر 1956     |
|             | وكالة ضمان الاستثمار متعدد الأطراف | 16 ديسمبر 1997     | 3 يونيو 1988       |
|             | يونسكو                             | 20 سبتمبر 1999     | 4 نوفمبر 1946      |

## وصلات خارجية
- موقع وزارة الخارجية التركية